# Homaranismo
''Homaranismo' is een begrip (filosofie) uit de taal Esperanto, gelanceerd door Zamenhof. Hij beschreef deze filosofie voor het eerst rond 1900, gepresenteerd in een Russische brochure onder de naam Hillilelisme - Project voor de oplossing van het joodse vraagstuk. Later publiceerde hij een herziene versie in 1913 onder de naam 'Homaranismo',  Homaranismo betekent vrij vertaald 'behorend tot de mensheid' of zoals Zamenhof zelf schreef in zijn voorwoord bij het boek Homaranismo (Menselijkheid):
 Onder de naam "Homaranismo" <...> wil ik het hebben over het streven naar "menselijkheid", voor de uitbanning van interetnische haat en onrechtvaardigheid en voor een dergelijke manier van leven die geleidelijk niet theoretisch, maar praktisch zou kunnen leiden tot de spirituele eenwording van de mensheid. 
Het is een leer die alle religies en wereldbeschouwingen met elkaar verbindt op basis van begrip en tolerantie, met nadruk op de meningsverschillen tussen Joden en Christenen.

## Richtlijnen
Het "Homaranismo" heeft sterke Joodse wortels, het doel is om de Joodse kernleer te vernieuwen en alle 'franje' zoals ouwels eten, melk en vlees gescheiden houden, niet roeien op zondag, geen licht ontbranden op zaterdag enz. af te schaffen. Het erkent in de eerste plaats het bestaan van God. Op de tweede plaats werd er gesteld: "God heeft zijn wetten in ieders geweten gelegd; volg daarom altijd je geweten". Jezus Christus als de verlosser en Heilige drie-eenheid komen er niet in voor, aangezien deze voor de Joden onaanvaardbaar is.

## Zamenhofs visie
Zamenhof verstond er nog het volgende onder: iedereen is in de eerste plaats mens en pas daarna lid van een bepaald volk. Alle volken zijn gelijkwaardig. Daarom heeft geen enkel volk het recht een ander zijn taal of godsdienst op te dringen of zich een gedeelte van de aarde toe te eigenen, waar anderen geen recht zouden hebben in vrijheid te leven. Men mag dus niemand dwingen een bepaalde taal te spreken of een geloof te belijden alleen vanwege het feit dat de persoon in kwestie in een bepaald land woont.
Zamenhof bekeek godsdienst op zijn eigen manier. Zoals ook iedereen in eigen kring elke taal moest blijven spreken die hij wilde, zolang hij maar in het verkeer tussen verschillende bevolkingsgroepen een 'neutrale taal' gebruikte, zoals het Esperanto, moest ook iedereen thuis zijn eigen godsdienst kunnen belijden, naast de ene, algemene godsdienst. Zamenhof heeft zijn complete visie uitgewerkt in de Verklaring van het Homaranismo.
Homaranismo kreeg minder bijval dan de taal Esperanto, maar toch heeft het tot op heden zijn voorstanders.